# L'Espionne Aimait La Musique
L'Espionne Aimait La Musique är ett album av det franska synth/elektroniska bandet Moderne.
| ”               | fuckity-fuckitty flying fucking fuck. this is so good! | „ |
| – SKATETOSLAYER |                                                        |   |

| ”                 | This is some of the best electronic music I've ever heard | „ |
| – ZutaoElectronic |                                                           |   |

## Låtlista
| A1 | Switch On Bach       | 3:02 |
| A2 | Mercenaire Solitaire | 3:36 |
| A3 | Judo-O-Dojo          | 3:34 |
| A4 | La Romance           | 4:05 |
| A5 | Qu'Elle Me Caresse   | 3:22 |
| B1 | Eldorado             | 3:22 |
| B2 | Video Idéale         | 4:05 |
| B3 | L'Homme D'Affaires   | 3:19 |
| B4 | Dilemma              | 4:01 |
| B5 | Mode                 | 3:12 |